# Diane Baker

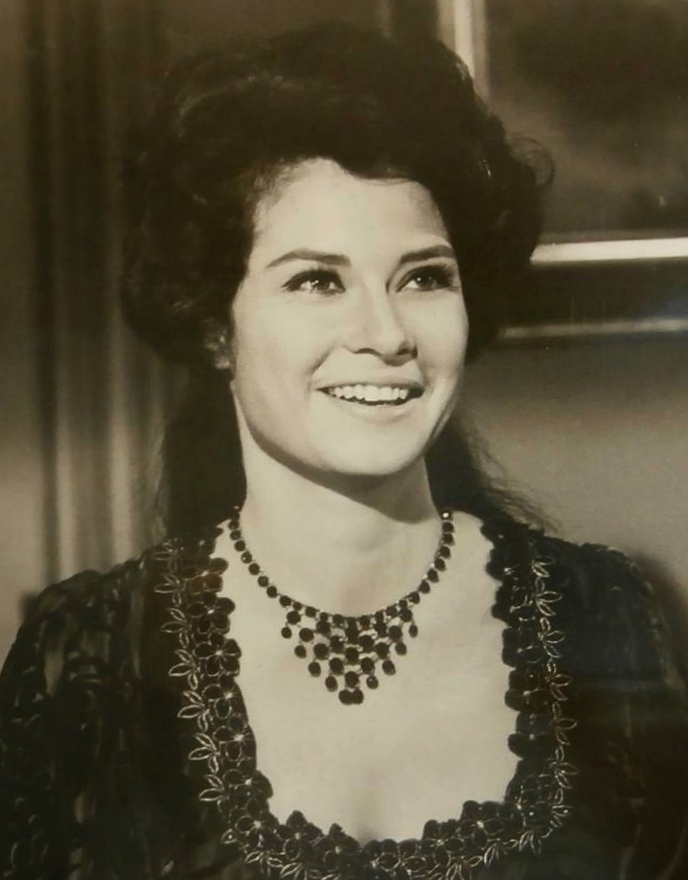
Diane Baker, 1969

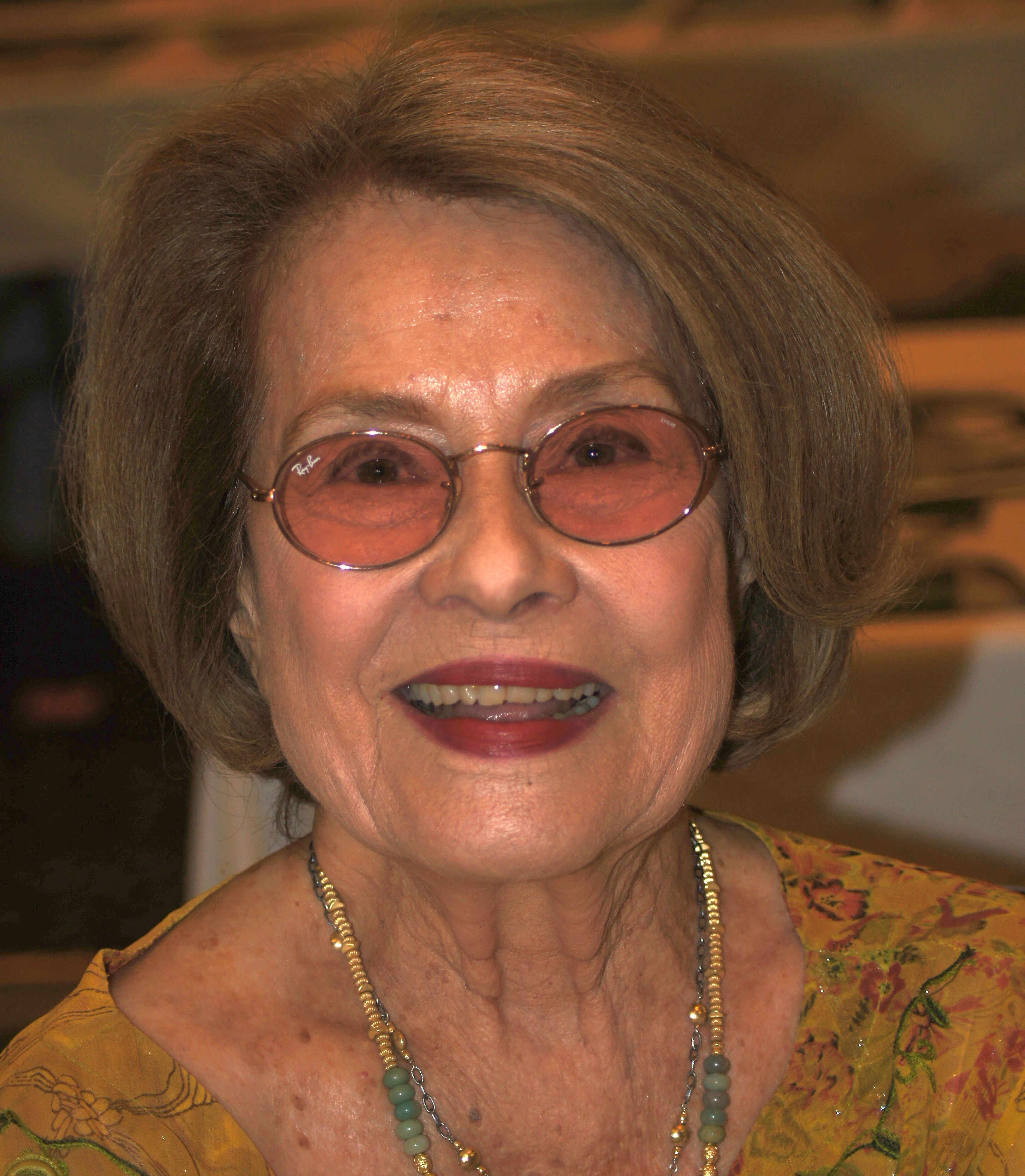
Diane Baker, 2023

Diane Carol Baker (* 25. Februar 1938 in Hollywood, Kalifornien) ist eine US-amerikanische Schauspielerin und Filmproduzentin.

## Leben
Diane Baker, die in Hollywood aufwuchs, zog im Alter von 18 Jahren nach New York, wo sie bei Nina Fonaroff Ballettkunst und bei Charles Conrad Schauspielkunst studierte. Später besuchte sie den Estelle Harman Workshop in Los Angeles. 1958 erhielt die damals 20-jährige Schauspielerin einen Siebenjahresvertrag bei dem Studio 20th Century Fox, was den Startschuss für ihre Filmkarriere bedeutete.
Baker debütierte 1959 in dem mit drei Oscars ausgezeichneten Filmdrama Das Tagebuch der Anne Frank in der Rolle der Margot Frank, für diesen Auftritt erhielt sie im folgenden Jahr eine Nominierung für den Golden Globe als beste Nachwuchsdarstellerin. Ebenfalls 1959 war sie als Freundin von Pat Boones Figur in dem Abenteuerfilm Die Reise zum Mittelpunkt der Erde nach dem Buch von Jules Verne besetzt. Für ihre Rolle in dem Thriller Der Preis (1963), in dem sie neben Paul Newman und Elke Sommer auftrat, war sie 1964 erneut für einen Golden Globe nominiert. Für ihre Rolle in dem Fernsehdrama Inherit the Wind (1965), einer Fernsehadaption des Theaterstücks Wer den Wind sät, erhielt sie 1966 eine Nominierung für den Emmy Award. In ihren Filmen aus den 1960er-Jahren verkörperte Baker häufig freundliche und hübsche junge Frauen, die von den Hauptdarstellern umworben wurden. Eine dramatische Abkehr von diesem Image nahm sie 1964 in William Castles Horrorthriller Die Zwangsjacke als axtmordende Tochter von Joan Crawford vor. Ebenfalls sehr temperamentvoll war ihr Auftritt als Schwägerin von Sean Connery, die für einige Konflikte sorgt, in Alfred Hitchcocks Thriller Marnie (1964).
In dem vom New Hollywood geprägten Kino der 1970er-Jahre fanden sich für Baker nur noch wenige Rollen, sie war fortan meistens in Fernsehproduktionen zu sehen. Sie übernahm Gastrollen in Serien wie Columbo, Kojak – Einsatz in Manhattan, Mord ist ihr Hobby und Die Nanny. 1991 spielte Baker in Jonathan Demmes Thriller Das Schweigen der Lämmer die US-Senatorin Ruth Martin, deren Tochter Catherine von einem Serienmörder entführt wird. Zwischen 2005 und 2012 war sie mehrmals in der Erfolgsserie Dr. House als dessen Mutter Blythe House zu sehen.
In den 1970er-Jahren nahm sie ihre Tätigkeit als Filmproduzentin für Fernsehserien, B-Filme und Kurzfilme auf, die sie bis in die 2010er-Jahre fortführte. Für ihre Produktionsarbeit an der Mini-Fernsehserie Des Lebens bittere Süße (1985), einer Adaption des Romans A Woman of Substance von Barbara Taylor Bradford, war sie für einen Emmy nominiert. In dieser Serie übernahm sie zudem eine Nebenrolle. Außerdem war Baker viele Jahre als Schauspiellehrerin tätig, darunter 14 Jahre an der Academy of Art University in San Francisco, wo sie heute Executive Director ist und einen Ehrendoktortitel erhielt.

## Filmografie (Auswahl)
- 1959: Das Tagebuch der Anne Frank (The Diary of Anne Frank)
- 1959: Alle meine Träume (The Best of Everything)
- 1959: Die Reise zum Mittelpunkt der Erde (Journey to the Center of the Earth)
- 1960: The Wizard of Bagdad
- 1960: Tess of the Storm Country
- 1961: Der Löwe von Sparta (The 300 Spartans)
- 1962: Hemingways Abenteuer eines jungen Mannes (Hemingway’s Adventures of a Young Man)
- 1962: Neun Stunden zur Ewigkeit (Nine Hours to Rama)
- 1963: Das Glück in seinen Armen (Stolen Hours)
- 1963: Der Preis (The Prize)
- 1963–1966: Dr. Kildare (Fernsehserie, 7 Folgen)
- 1964: Die Zwangsjacke (Strait Jacket)
- 1964: Marnie
- 1965: Die 27. Etage (Mirage)
- 1965: Inherit the Wind (Fernsehfilm)
- 1966–1971: Die Leute von der Shiloh Ranch (The Virginan; Fernsehserie, 3 Folgen)
- 1967: Invasion von der Wega (The Invaders; Fernsehserie, 1 Folge)
- 1967: Auf der Flucht (The Fugitive; Fernsehserie, 2 Folgen)
- 1967/1971: Bonanza (Fernsehserie, 2 Folgen)
- 1968: Krakatoa – Das größte Abenteuer des letzten Jahrhunderts (Krakatoa, East of Java)
- 1968: Der Hengst im grauen Flanellanzug (The Horse in the Gray Flannel Suit)
- 1970: Tod eines Bürgers (The Old Man Who Cried Wolf)
- 1970: Kobra, übernehmen Sie (Mission: Impossible; Fernsehserie, 3 Folgen)
- 1973: Here We Go Again (Fernsehserie, 13 Folgen)
- 1974: Polizeiarzt Simon Lark (Police Surgeon. Fernsehserie, 1 Folge)
- 1975: Die Straßen von San Francisco (Fernsehserie, Folge Die Katze und das Tigerauge)
- 1976: Bakers Habicht (Baker’s Hawk)
- 1976: Columbo: Der alte Mann und der Tod (Last Salute to the Commodore, Fernsehreihe)
- 1977: Kojak – Einsatz in Manhattan (Kojak, Fernsehserie, 2 Folgen)
- 1977: Barnaby Jones (Fernsehserie, 1 Folge)
- 1978: Love Boat (Fernsehserie, 1 Folge)
- 1978–1983: Fantasy Island (Fernsehserie, 4 Folgen)
- 1984: Des Lebens bittere Süße (A Woman of Substance; Miniserie, 2 Folgen – auch Produzentin)
- 1987–1992: Mord ist ihr Hobby (Murder, She Wrote; Fernsehserie, 3 Folgen)
- 1990: Was kostet ein Leben? (The Closer)
- 1991: Das Schweigen der Lämmer (The Silence of the Lambs)
- 1993: Töchter des Himmels (The Joy Luck Club)
- 1993: Geld stinkt nicht oder doch? (Twenty Bucks)
- 1994: Unsere Welt war eine schöne Lüge (Imaginary Crimes)
- 1995: Das Netz (The Net)
- 1996: Cable Guy – Die Nervensäge (The Cable Guy)
- 1996: Mut zur Wahrheit (Courage Under Fire)
- 1997: Mord im Weißen Haus (Murder at 1600)
- 1998: Die Nanny (The Nanny; Fernsehserie, 1 Folge)
- 2000: Emergency Room: Die Notaufnahme (ER; Fernsehserie, 1 Folge)
- 2003: A Mighty Wind
- 2005: The Keeper: The Legend of Omar Khayyam
- 2005–2012: Dr. House (Fernsehserie, 4 Folgen)
- 2010: Lie to Me (Fernsehserie, 1 Folge)
- 2012: Hemingway & Gellhorn (Fernsehfilm)
- 2013: Carriers – Die Leihgabe (The Surrogate, Fernsehfilm)